# Nevena Kokanova
Nevena Bogdanova Kokanova (in bulgaro Невена Богданова Коканова?; Dupnica, 12 dicembre 1938 – Sofia, 3 giugno 2000) è stata un'attrice bulgara.

## Biografia
Icona di fascino del cinema bulgaro, debuttò a 18 anni nel film Dve pobedi di Borislav Šaraliev (1956). Si contraddistinse per la sua forza interiore nell'interpretare con freschezza e sincerità le sue eroine. Nel film Galileo di Liliana Cavani (1968), il primo in coproduzione italobulgara, interpretò la figlia di Galileo Galilei. Al Festival del cinema bulgaro del 1972 si aggiudicò il premio come miglior attrice.

## Filmografia parziale
- Dve pobedi, regia di Borislav Šaraliev (1956)
- V tiha vecher, regia di Borislav Šaraliev (1960)
- Tjutjun, regia di Nikola Korabov (1962)
- Inspektorat i noša, regia di Rangel Vălčanov (1963)
- Kradetzat na praskovi, regia di Vulo Radev (1964)
- Otklonenije, regia di Griša Ostrovski e Todor Stojanov (1967)
- Galileo, regia di Liliana Cavani (1968)
- Obič, regia di Ljudmil Stajkov (1972)
- Darvo bez koren, regia di Hristo Hristov (1974)
- Matriarkat, regia di Ljudmil Kirkov (1976)
- Damskà volenka, regia di Ivan Andonov (1980)
- Trite smertni grjaša, regia di Ljubomir Šarlandžiev (1980)